# Петтер Васто
Петтер Васто (швед. Petter Wastå, нар. 2 лютого 1976, Торсос) — шведський футболіст, що грав на позиції воротаря за клуб «Кальмар».

## Клубна кар'єра
Народився 2 лютого 1976 року в місті Торсос. Вихованець юнацьких команд футбольних клубів «Торсос ГоІФ» та «Естерс».
У дорослому футболі дебютував 1994 року виступами за команду «Кальмар», кольори якої і захищав протягом усієї своєї кар'єри гравця, що тривала дев'ятнадцять років. Більшість часу, проведеного у складі «Кальмара», був основним голкіпером команди, взявши участь у понад 400 іграх першості Швеції. 2008 року виборював титул чемпіона Швеції.

## Виступи за збірну
1996 року провів одну гру у складі молодіжної збірної Швеції.

## Титули і досягнення
- Чемпіон Швеції (1):

«Кальмар»: 2008
- Володар Кубка Швеції (1):

«Кальмар»: 2007
- Володар Суперкубка Швеції (1):

«Кальмар»: 2009